# 三棘丽蛛
三棘丽蛛（学名：Chrysso trispinula）为球蛛科丽蛛属的动物。在中国大陆，分布于海南等地。该物种的模式产地在海南尖峰岭。